# Cyphophanes
Cyphophanes is een geslacht van vlinders uit de onderfamilie Olethreutinae van de familie bladrollers (Tortricidae). De wetenschappelijke naam van het geslacht is voor het eerst geldig gepubliceerd in 1937 door Edward Meyrick.
De typesoort van het geslacht is Cyphophanes dyscheranta Meyrick, 1937

## Soorten
- Cyphophanes dryocoma
- Cyphophanes dyscheranta
- Cyphophanes gracilivalva
- Cyphophanes khitchakutensis